# Cucumis oreosyce
Cucumis oreosyce är en gurkväxtart som beskrevs av H.Schaef.. Cucumis oreosyce ingår i släktet gurkor, och familjen gurkväxter. Inga underarter finns listade i Catalogue of Life.